# Mauricio Macri
Mauricio Macri (Tandil, 8 febbraio 1959) è un ingegnere, politico, dirigente sportivo ed imprenditore argentino, presidente dell'Argentina dal 2015 al 2019.

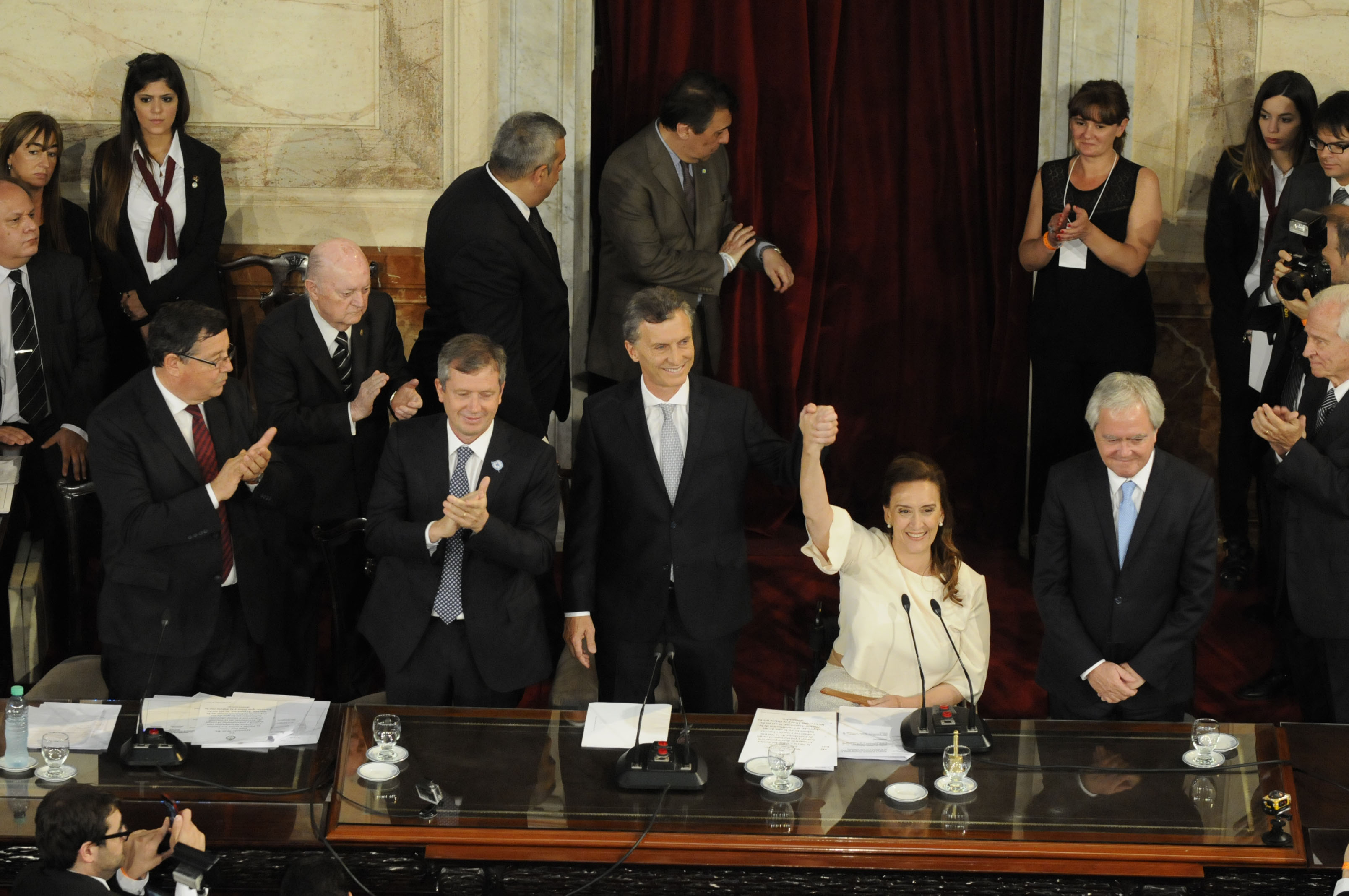
Mauricio Macri mentre presta giuramento come presidente dell'Argentina il 10 dicembre 2015.

Macri ha vinto il primo ballottaggio della storia argentina contro il candidato peronista Daniel Scioli, diventando il primo presidente democraticamente eletto che non appartiene né al partito di centro UCR, né al partito peronista dal 1916.
Dal 1995 al 2012 è stato il presidente del Boca Juniors.

## Biografia
Mauricio Macri è nato a Tandil, nella provincia di Buenos Aires, nel 1959 da Franco Macrì, imprenditore edile di origine reggina, nato a Roma nel 1930 ed emigrato in Argentina nel 1948 dove è diventato un importante uomo d'affari nel settore industriale e delle costruzioni, e Alicia Blanco Villegas, di origini spagnole. Ha studiato al Colegio Cardenal Newman e si è laureato in ingegneria civile presso la Università Cattolica Argentina. In quel periodo Macri si interessò al neoliberismo unendosi all'ormai defunta Unione del Centro Democratico e ad un think tank guidato dall'ex ministro Alvaro Alsogaray. Nel 1985 ha frequentato brevemente la Columbia Business School a New York, quindi la Wharton School dell'Università della Pennsylvania e l'Università del CEMA di Buenos Aires.
L'esperienza professionale di Macri è iniziata presso la SIDECO Americana, una società di costruzioni che faceva parte della holding Socma Group del padre, dove ha lavorato per tre anni come analista. Nel 1984, ha lavorato nel dipartimento del credito di Citibank argentina a Buenos Aires, quindi è entrato a far parte del Gruppo Socma lo stesso anno diventando il suo direttore generale nel 1985. Nel 1992 è diventato vicepresidente di Sevel Argentina (fabbrica di automobili Fiat e Peugeot su licenza in Argentina e parte del Gruppo Socma) per poi esserne il presidente due anni dopo.

### Il rapimento
Il 24 agosto 1991 Macri venne rapito da una banda criminale, formata da alcuni agenti di polizia corrotti. Fu picchiato, messo in una bara e portato via in un furgone. L'uomo rimase prigioniero in un seminterrato di Avenida Garay 2882, a Buenos Aires, fino alla liberazione, avvenuta il 6 settembre, dodici giorni dopo, a seguito del pagamento di sei milioni da parte della facoltosa famiglia Macri. 
L'episodio spinse il futuro presidente argentino ad intraprendere la carriera politica, inizialmente nel peronismo. Presidente della squadra di calcio del Boca Juniors dal 1995 al 2007, nel 2003 fondò il partito di destra «Impegno per il Cambiamento», il quale dal 2005 fa parte della coalizione Proposta Repubblicana (PRO), da lui guidata. Fu eletto capo del governo della città di Buenos Aires il 24 giugno del 2007 e riconfermato nel 2011. Fortemente critico nei confronti del "kirchnerismo", ha promesso di voler avviare una nuova era di austerità in modo da riportare il bilancio degli Stati Federati su un percorso sostenibile.

### Presidenza del Boca Juniors
Nel dicembre 1995 divenne presidente del Boca Juniors dopo aver vinto le elezioni contro l'ex presidente Antonio Alegre. Durante la sua presidenza ricostruì lo stadio e la squadra vinse diciassette titoli (undici internazionali). Macri divenne così il presidente più titolato della storia del club. Nel 2010 il Boca fu nominato migliore squadra sudamericana del decennio 2001-2010 dalla Federazione Internazionale di Storia e Statistica del Calcio.

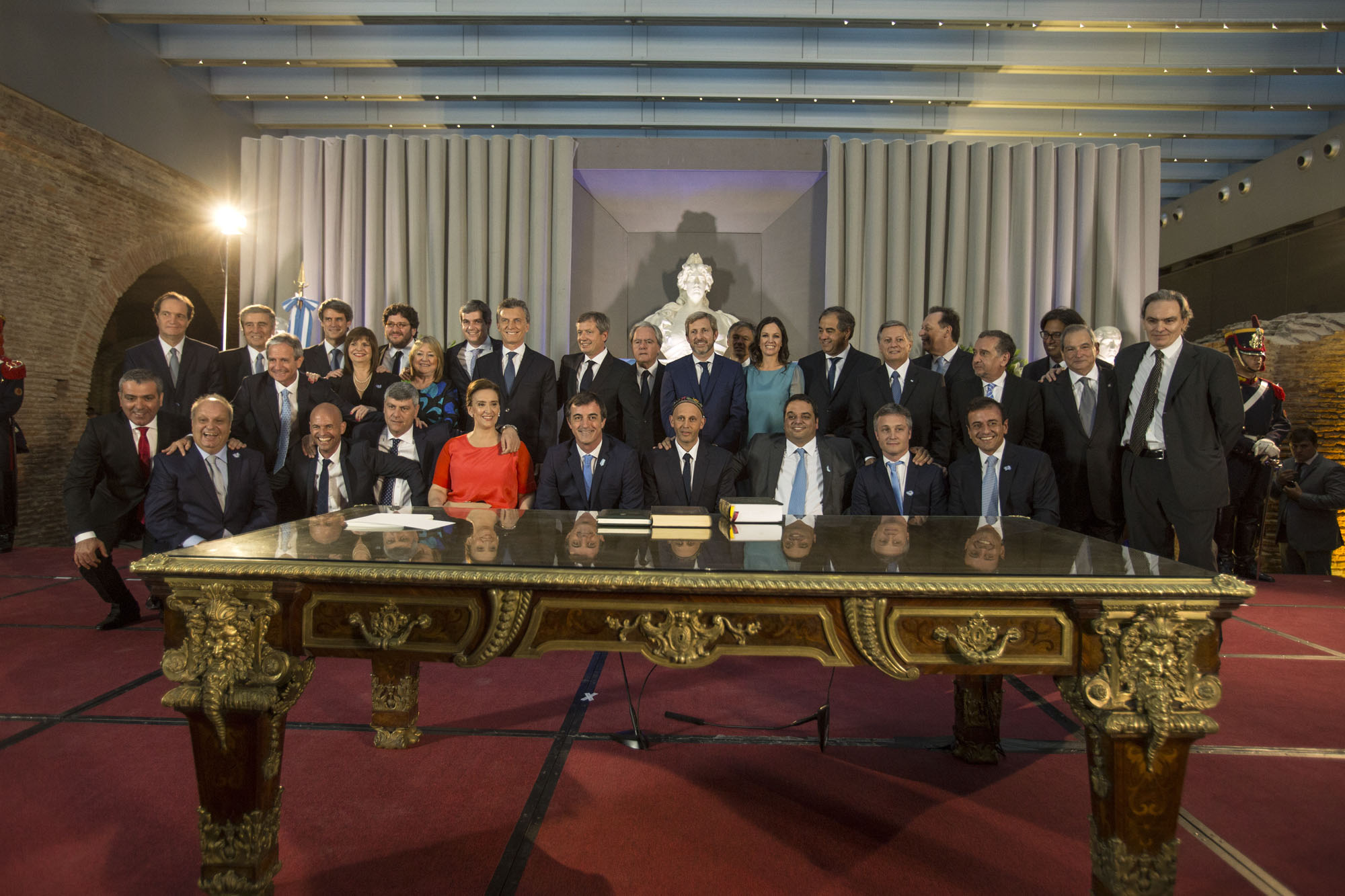
Il governo di Mauricio Macri

### Presidenza dell'Argentina

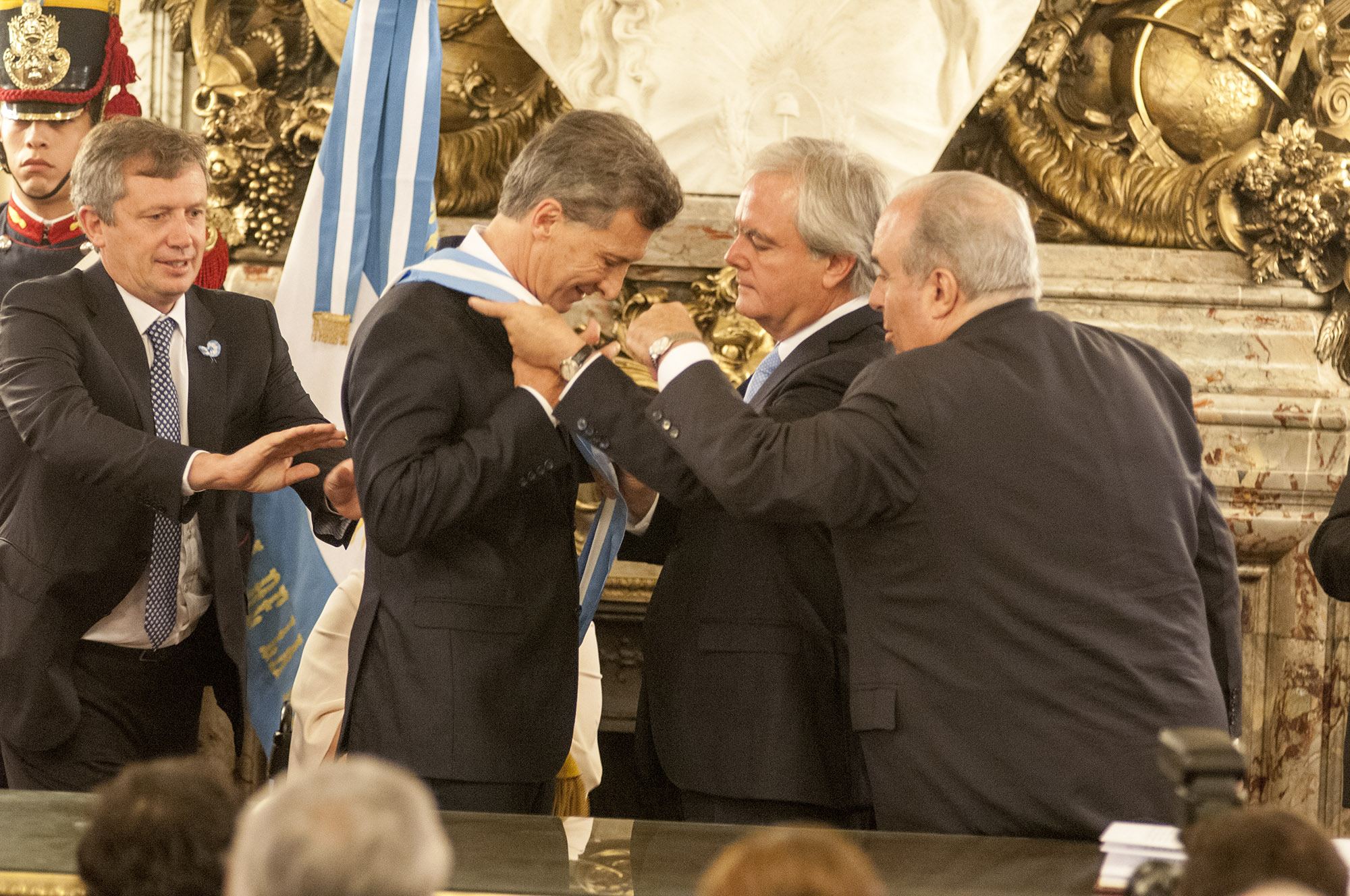
Macri riceve la fascia e il bastone dal Presidente del Senato

Si candidò alle elezioni presidenziali del 2015 ottenendo al primo turno il 34,15% dei voti, contro il 37,08% di Daniel Scioli.
Il 22 novembre 2015 vince al ballottaggio, diventando il 57º presidente dell'Argentina. Giura come presidente il 10 dicembre presso la Casa Rosada di Buenos Aires.
Nel 2016 Macri è incluso dalla rivista americana Time tra le 100 persone più influenti al mondo e il presidente più potente in America Latina. Nello stesso anno Barack Obama è suo ospite alla cena di Stato a Buenos Aires (balla anche il tango). Durante le elezioni di medio termine del 2017 il partito vince il maggior numero di distretti e Macri annuncia che avrebbe corso per un secondo mandato nel 2019.
Secondo alcuni rapporti, la situazione economica ereditata dai due governi precedenti di Néstor Kirchner e della moglie Cristina Fernández de Kirchner è pesante, con le riserve della Banca centrale argentina esaurite, deficit pubblico galoppante, controllo dei prezzi e barriere protezionistiche. Tuttavia, poco dopo il suo insediamento, il ministro dell'Economia Alfonso Prat-Gay ha informato la stampa che "la situazione economica non è critica, ma abbiamo un'eredità complessa". Secondo i dati ufficiali, il governo di Mauricio Macri ha ricevuto dal suo predecessore un deficit primario del 6% del PIL e un deficit finanziario vicino all'8%.
Macri si pone l'obiettivo di restaurare le regole del mercato economico e finanziario e di non aumentare le tasse. Nei primi due anni è riuscito a porre fine al default sovrano tagliando drasticamente i sussidi statali per i trasporti, l'elettricità, il gas e rimosso i controlli valutari favorendo le importazioni con il peso che si è svalutato del 30% ha rimosso anche le quote export e le tariffe relative al mais e al grano. Le tariffe sui semi di soia, l'esportazione argentina più redditizia, sono ridotte dal 35 al 30% ma l'inflazione è rimasta elevata (nel giugno 2019 aveva raggiunto il 56%), tra il 2017-2018 l'aumento dei tassi di interesse Usa e l'apprezzamento del dollaro hanno provocato la fuga dei capitali obbligando la Banca centrale a utilizzare le riserve valutarie nel frattempo ricreate e ad aumentare i tassi di interesse sino al 60% e poi sino al 73%, nel giugno 2018, quando il peso si svaluta in un solo giorno del 6%, si dimette il governatore della Banca centrale, Federico Sturzenegger, sostituito da Luis Caputo che a sua volta si dimette tre mesi più tardi, l'economia è entrata in recessione nonostante il prestito erogato nel 2018 dal Fondo monetario internazionale (FMI) di 57 miliardi di dollari, il più grande salvataggio nella storia del FMI. I prezzi dei servizi pubblici, fissati dal 2002 nonostante l'elevata inflazione, sono stati gradualmente riportati ai valori di mercato con aumenti anche del 100%, la classe media si è impoverita, la popolazione sotto la soglia della povertà ha raggiunto il 32%. Risultati deludenti.
A livello internazionale Macri è stato nel 2019 critico nei confronti del presidente venezuelano Nicolás Maduro durante la crisi presidenziale venezuelana. Nelle primarie dell'agosto 2019 (secondo il sistema elettorale argentino sono aperte ai candidati di tutti i partiti e servono per designare i finalisti) Macri, il presidente moderato e centrista, viene bocciato ottenendo il 32% dei voti contro il 48% del peronista Alberto Fernández. Il risultato spaventa i mercati: il peso subisce un crollo del 20% (un dollaro a 55 peso), la banca centrale alza i tassi al 74% e la Borsa perde il 48%. Si dimette il ministro dell'economia Nicolas Dujovne e Macri, che il 27 ottobre dovrà quindi vedersela con Fernández che corre avendo come candidata vice Cristina Kirchner, l'ex presidente dell'Argentina, vara una serie di misure a favore delle fasce più colpite dalla crisi economica (sgravi fiscali e aumento degli stipendi e delle pensioni più basse) e nello stesso tempo prova a rinegoziare i prestiti con il FMI nel tentativo di evitare il terzo default del Paese in vent'anni.
Secondo il canale nazionale C5N circa il 40% degli argentini vive al di sotto della soglia di povertà (35% secondo i dati ufficiali, con un aumento del 30% in un anno). L'inflazione ha superato il 54% negli ultimi 12 mesi e il 237% dall'inizio del mandato di Mauricio Macri. Le classi lavoratrici hanno sempre più difficoltà a mangiare e molte persone saltano i pasti. Secondo la FAO, cinque milioni di argentini hanno sofferto di una grave "insicurezza alimentare" nel periodo 2016-2018, un raddoppio nel periodo 2014-2016, e da allora la situazione è ulteriormente peggiorata. Il tasso di disoccupazione supera il 10% secondo i dati ufficiali, probabilmente sottovalutati, e per il 2019 si prevede un calo del 3,1% del PIL secondo l'FMI. Nel 2018, il governo ha chiesto al FMI un prestito di 57 miliardi di dollari e si è impegnato in una politica di taglio della spesa pubblica, compreso il taglio del bilancio per l'istruzione, la scienza e la salute.

### Rivelazione dei Panama Papers
Ad aprile 2016, a seguito della pubblicazione di 11 milioni di documenti dell'impresa legale Mossack Fonseca, specializzata nella creazione di società nei paradisi fiscali, e dello scoppio del caso Panama Papers da parte del quotidiano tedesco Süddeutsche Zeitung, viene rivelato che il nome di Macri appare (insieme a quelli del padre e del fratello) tra il 1998 e il 2009 nell'elenco come AD di due società offshore delle Bahamas, funzione che non ha dichiarato durante la sua carica di sindaco di Buenos Aires. Successivamente attraverso una breve intervista televisiva ha dichiarato che suo padre fondò la società attraverso un'"operazione legale". Aggiunge anche che la società sarebbe servita per operazioni di investimento in Brasile, ma l'affare non andò mai in porto.

## Vita privata
Proviene da una famiglia originaria di San Giorgio Morgeto, in provincia di Reggio Calabria. Si è sposato la prima volta con Ivonne Bordeu, figlia del pilota automobilistico Juan Manuel Bordeu. Hanno avuto tre figli: Agustina, Jimena e Francisco. Dopo aver divorziato, Macri ha sposato la modella Isabel Menditeguy nel 1994. Sebbene il matrimonio sia entrato in crisi quando Macri è diventato presidente del Boca Juniors, i due non hanno divorziato fino al 2005. Macri ha quindi avuto una storia d'amore con María Laura Groba che non ha portato al matrimonio. Si sono lasciati nel 2010, lo stesso l'anno in cui lui ha sposato in terze nozze Juliana Awada, imprenditrice del campo tessile, argentina di origine libanese e siriana, dalla quale ha avuto la quarta figlia.
Al ricevimento di nozze, Macri indossava un paio di baffi finti durante l'imitazione del cantante Freddie Mercury. Li inghiottì accidentalmente, costringendo il ministro della Salute Jorge Lemus a soccorrerlo.